# Song Myung-geun
Song Myung-geun (kor. 송명근, ur. 12 marca 1993 w Cheonan) – koreański siatkarz, grający na pozycji przyjmującego. Obecnie występuje w klubie Ansan OK Savings Bank Rush & Cash. Od 2012 roku reprezentant Korei Południowej.

## Kariera klubowa
Song Myung-geun karierę siatkarską rozpoczął w trakcie nauki w Kyonggi University. W 2013 roku został wybrany do składu zespołu Ansan Bank Rush & Cash. Z klubem zdobył dwa mistrzostwa Korei Południowej: w sezonie 2014/2015 i 2015/2016.

## Kariera reprezentacyjna
Po raz pierwszy do reprezentacji narodowej powołany został w 2012 roku na Ligę Światową. W 2013 roku zdobył srebrny medal Mistrzostw Azji. W 2014 roku natomiast zdobył złoty medal w Pucharze Azji oraz brązowy medal Igrzysk Azjatyckich.

## Osiągnięcia

### klubowe
- V.League Top Match
  -  1. miejsce: 2015
- Mistrzostwa Korei Południowej
  -  1. miejsce: 2015, 2016
  -  3. miejsce: 2021

### reprezentacyjne
- Mistrzostwa Azji
  -  2. miejsce: 2013
- Puchar Azji
  -  1. miejsce: 2014
- Igrzyska Azjatyckie
  -  2. miejsce: 2018
  -  3. miejsce: 2014